# Breguet-Dorand Gyroplane Laboratoire
Gyroplane Laboratoire foi o primeiro helicóptero controlável e capaz de voar a ser verificado em voos testemunhados. Embora seu projeto coaxial permitisse a realização de voos com mais de uma hora de duração, e o alcance de distâncias de até 48 quilômetros (30 milhas), o início da Segunda Guerra Mundial fez com que seu desenvolvimento fosse interrompido.

## Projeto
Embora o francês Louis Charles Breguet já tivesse realizado experimentos com aeronaves de asas rotativas em 1909, ele acabou se concentrando em aviões até o final da década de 1920. Em 1929 e 1930, anunciou uma série de patentes ligadas à estabilização de voo de aeronaves rotativas e, em 1931, criou o Sindicato para Estudos de Giroplanos (em francês: Syndicat d'Etudes de Gyroplane), com René Dorand na posição de diretor técnico, com o objetivo de desenvolver um helicóptero experimental, o Gyroplane Laboratoire.
Em 1931, Breguet e Dorand começaram o projeto e os testes, que continuaram até 1935, quando o Gyroplane Laboratoire incorporou as diversas patentes anunciadas anteriormente por Breguet.
A estrutura de corpo da aeronave era aberta, formada por tubos de aço, com uma cauda revestida de madeira compensada, contando também com um trem de pouso do tipo triciclo, e com estabilizadores largos. O motor radial Hispano-Suiza de 350 cavalos acionava o sistema de asa rotativa, composto por dois rotores contra-rotativos coaxiais de pás duplas de 15,8 metros (51,8 pés) de diâmetro, que estavam entre os maiores da época, e que giravam em contra-rotação em dois eixos concêntricos. As pás do rotor eram articuladas, girando livremente em torno do cubo. Havia também uma junta adicional, medindo um quarto do comprimento da pá, medida a partir do cubo, cujo principal objetivo era reduzir as tensões na pá durante a mudança de passo.
O Gyroplane Laboratoire contava com controle total do passo, sendo que o passo de ambos os rotores podia ser variado em relação um ao outro, permitindo que a aeronave pudesse ser girada tanto para a esquerda quanto para a direita. Os controles longitudinal e lateral da aeronave eram obtidos por meio de um controle cíclico de passo, considerado inovador para a época. Os rotores giravam a velocidades de 114 a 138 rotações por minuto.

## Histórico operacional

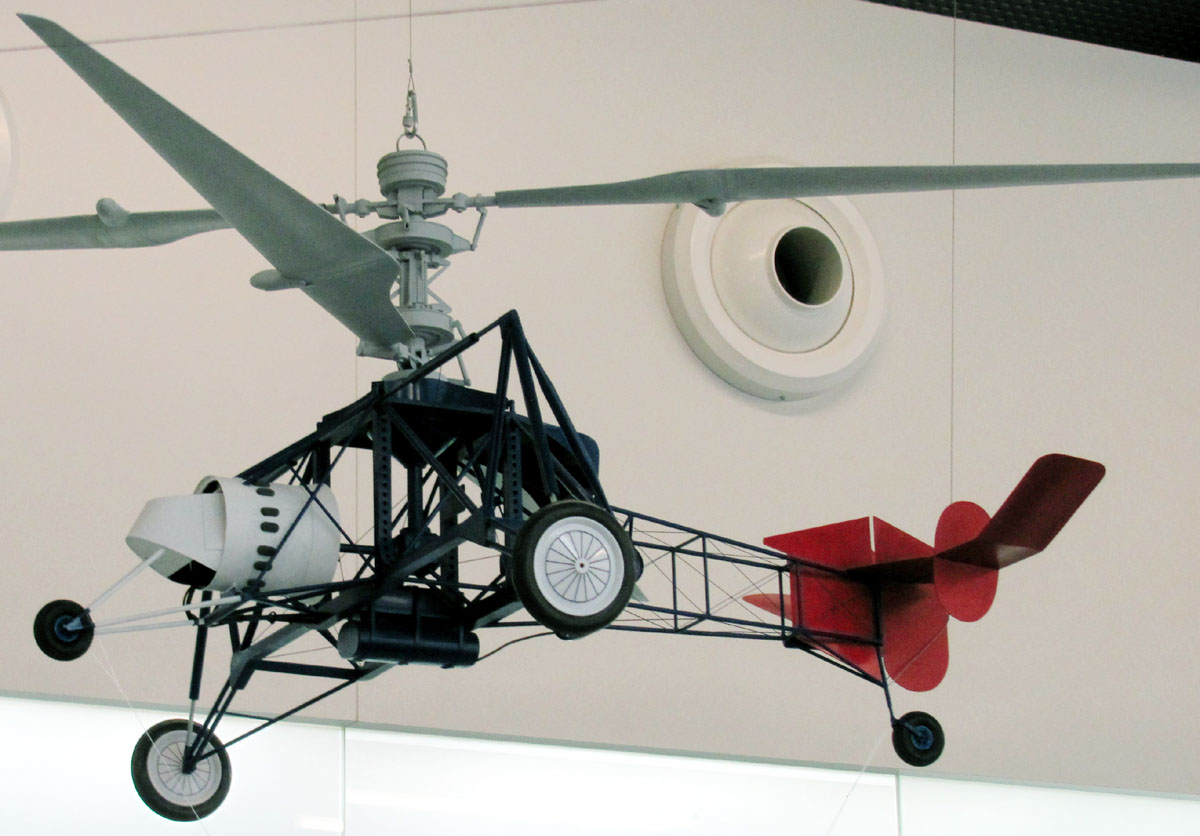
Maquete do Gyroplane Laboratoire, em escala de 1 :11 conforme exibição no Hubschraubermuseum Bückeburg (Museu do Helicóptero)

A construção do Gyroplane Laboratoire foi concluída em 1933. Após diversos testes em solo e a ocorrência de um acidente, a aeronave decolou, em 26 de junho de 1935. Em pouco tempo, o piloto Maurice Claisse, responsável por sua operação, começou a estabelecer uma série de recordes.
Em 14 de dezembro de 1935, Claisse estabeleceu o recorde para voo em circuito fechado, com diâmetro de 500 metros (1 640 pés). No ano seguinte, em 26 de setembro de 1936, alcançou a melhor marca em termos de altura, chegando a 158 metros (518 pés). Em 24 de novembro de 1936, finalmente, estabeleceu o recorde de duração de voo, perfazendo o total de 1 hora, 2 minutos e 5 segundos, em um circuito fechado de 44 quilômetros (27 milhas), voando a 44,7 km/h (27,8 mph). Em 1938, o Gyroplane realizou seus primeiros pousos bem-sucedidos com o motor desligado e os rotores em autorrotação.
O trabalho de melhoria do Gyroplane Laboratoire continuou até o início da Segunda Guerra Mundial, em setembro de 1939. A aeronave estava armazenada no Aeroporto de Villacoublay, no interior de um hangar completamente negligenciado após a queda da França, e foi destruída após um ataque aéreo. Foi impossível realizar seu reparo de maneira continuada, bem como prosseguir com seu desenvolvimento.

Frequentemente ignorado pelos historiadores da aviação, o Gyroplane Laboratoire pode reivindicar, diante dos rivais da época, Alemanha, União Soviética e Estados Unidos, a condição de primeiro helicóptero prático a voar com sucesso.

## Especificações
Descrições gerais
- Tripulação: 1 {{{tripulação notas}}}
- Comprimento: 8,92 m (29 ft) {{{comprimento notas}}}
- Altura: 2,79 m (9,2 ft) {{{altura notas}}}
- Peso bruto (carregado): 1 950 kg (4 300 lb) {{{peso-carre notas}}}
- Peso de decolagem: 1 430 kg (3 150 lb) {{{peso-decol notas}}}

Motorização
- Número de motores: 1x
- Tipo do motor: motor de pistão refrigerado a água
- Fabricante/modelo: Hispano-Suiza
- Potência por motor: 302 hp (225 kW)

Performance
- Velocidade máxima: 120 km/h (74,6 mph)
- Alcance: 44 km (27,3 mi)
- Tecto de serviço: 158 m (518 ft)

## Links externos
- "Twin Windmill Blades Fly Wingless Ship" Popular Mechanics, April 1936
- Model of the "Gyroplane Laboratoire" in scale of 1 : 11 as shown at the Helicopter Museum of Bückeburg